# Бетунг-Керихун
Бету́нг-Кериху́н (индонез.Taman Nasional Betung Kerihun) — национальный парк в Индонезии, на острове Борнео, в провинции Западный Калимантан. Расположен вдоль границы с Малайзией, у истоков реки Капуас. Площадь — 8 000 км². Парк был создан в 1995 г.
Территория Бетунг-Керихун — гористая и холмистая, высоты колеблются от 150 м до 1800 м, характерны крутые склоны. Самые высокие точки: Керихун (1 790м) и Лавит (1 767м). Парк находится на территории двух экорегионов: Борнейских горных и Борнейских равнинных дождевых лесов.
В низменных лесах преобладают диптерокарповые, на больших высотах они сменяются дубами и каштановыми. Здесь встречается как минимум 97 видов орхидей и 49 видов пальм.
Фауна парка представлена 300 видами птиц (25 из которых являются эндемиками Борнео), 162 видами рыб и 54 видами млекопитающих. Бетунг-Керихун служит домом борнейскому орангутану, который находится на грани вымирания. Также здесь встречается 7 других видов приматов: гиббон Мюллера, гололобый тонкотел, каштановый тонкотел, свинохвостый макак, макак-крабоед, толстый лори и западный долгопят.
Заповедник Бетунг-Керихун был создан в 1982 г. с площадью 600 000 га по указу министерства сельского хозяйства. В 1992 г. площадь была увеличена до 800 000 га, а в 1995 г. заповедник получил статус национального парка.
Серьёзными угрозами для природы парка являются нелегальные вырубки лесов и браконьерство. Каждый месяц 10 — 15 орангутанов из лесов западного и центрального Калимантана попадают на рынки крупных городов Индонезии.